# 1982-es labdarúgó-világbajnokság-selejtező (UEFA – 5. csoport)
Az 1982-es labdarúgó-világbajnokság európai 5. selejtezőcsoportjának mérkőzéseit, és a csoport végeredményét tartalmazó lapja. A csoportban körmérkőzéses, oda-visszavágós rendszerben játszottak egymással a labdarúgó-válogatottak. A selejtezőket 1980. szeptember 10. és 1981. december 5. között rendezték. Az első két helyezett automatikus résztvevője lett az 1982-es labdarúgó-világbajnokságnak.
A csoportban Dánia, Görögország, Jugoszlávia, Luxemburg és Olaszország szerepelt.
Jugoszlávia és Olaszország jutott ki az 1982-es világbajnokságra.

## Tabella
| Hely. | Csapat      | M | Gy | D | V | G+ | G– | Gk  | P  | Továbbjutás                          |     | Jugoszlávia | Olaszország | Dánia | Görögország | Luxemburg |
| ----- | ----------- | - | -- | - | - | -- | -- | --- | -- | ------------------------------------ | --- | ----------- | ----------- | ----- | ----------- | --------- |
| 1.    | Jugoszlávia | 8 | 6  | 1 | 1 | 22 | 7  | +15 | 13 | Kijutott az 1982-es világbajnokságra |     | —           | 1–1         | 2–1   | 5–1         | 5–0       |
| 2.    | Olaszország | 8 | 5  | 2 | 1 | 12 | 5  | +7  | 12 | Kijutott az 1982-es világbajnokságra |     | 2–0         | —           | 2–0   | 1–1         | 1–0       |
| 3.    | Dánia       | 8 | 4  | 0 | 4 | 14 | 11 | +3  | 8  |                                      |     | 1–2         | 3–1         | —     | 0–1         | 4–0       |
| 4.    | Görögország | 8 | 3  | 1 | 4 | 10 | 13 | −3  | 7  |                                      | 1–2 | 0–2         | 2–3         | —     | 2–0         |           |
| 5.    | Luxemburg   | 8 | 0  | 0 | 8 | 1  | 23 | −22 | 0  |                                      | 0–5 | 0–2         | 1–2         | 0–2   | —           |           |

## Mérkőzések
| 1980. szeptember 10. |

| Luxemburg | 0 – 5       | Jugoszlávia                                           |
| --------- | ----------- | ----------------------------------------------------- |
|           | Jegyzőkönyv | Sušić 50' Zl. Vujović 64' 81' Petrović 70' Buljan 90' |

| Stade Municipal, Luxembourg Nézőszám: 3,500 Játékvezető: Franz Latzin (osztrák) |

| 1980. szeptember 27. |

| Jugoszlávia                             | 2 – 1       | Dánia                 |
| --------------------------------------- | ----------- | --------------------- |
| Pantelić 18' (11-esből) Zo. Vujović 37' | Jegyzőkönyv | Arnesen 5' (11-esből) |

| Bežigrad, Ljubljana Nézőszám: 20,000 Játékvezető: António Garrido (portugál) |

| 1980. október 11. |

| Luxemburg | 0 – 2       | Olaszország               |
| --------- | ----------- | ------------------------- |
|           | Jegyzőkönyv | Collovati 33' Bettega 77' |

| Stade Municipal, Luxembourg Nézőszám: 10,000 Játékvezető: Hendrik Weerink (holland) |

| 1980. október 15. |

| Dánia | 0 – 1       | Görögország |
| ----- | ----------- | ----------- |
|       | Jegyzőkönyv | Kúisz 50'   |

| Idrætsparken, Koppenhága Nézőszám: 45,700 Játékvezető: Eamonn Farrell (ír) |

| 1980. november 1. |

| Olaszország     | 2 – 0       | Dánia |
| --------------- | ----------- | ----- |
| Graziani 7' 51' | Jegyzőkönyv |       |

| Olimpiai Stadion, Róma Nézőszám: 45,087 Játékvezető: Belaïd Lacarne (algériai) |

| 1980. november 15. |

| Olaszország                      | 2 – 0       | Jugoszlávia |
| -------------------------------- | ----------- | ----------- |
| Cabrini 40' (11-esből) Conti 75' | Jegyzőkönyv |             |

| Stadio Comunale Vittorio Pozzo, Torino Nézőszám: 50,677 Játékvezető: Ávráhám Klein (izraeli) |

| 1980. november 19. |

| Dánia                                              | 4 – 0       | Luxemburg |
| -------------------------------------------------- | ----------- | --------- |
| Arnesen 13' 41' (11-esből) Elkjær 57' Simonsen 71' | Jegyzőkönyv |           |

| Idrætsparken, Koppenhága Nézőszám: 10,600 Játékvezető: Clive White (angol) |

| 1980. december 6. |

| Görögország | 0 – 2       | Olaszország              |
| ----------- | ----------- | ------------------------ |
|             | Jegyzőkönyv | Antognoni 10' Scirea 81' |

| Leofóru Stadion, Athén Nézőszám: 25,000 Játékvezető: Michel Vautrot (francia) |

| 1981. január 28. |

| Görögország             | 2 – 0       | Luxemburg |
| ----------------------- | ----------- | --------- |
| Kúisz 8' Kosztíkosz 33' | Jegyzőkönyv |           |

| Hariláu Stadion, Szaloniki Nézőszám: 11,114 Játékvezető: Nikola Dudin (bolgár) |

| 1981. március 11. |

| Luxemburg | 0 – 2       | Görögország                      |
| --------- | ----------- | -------------------------------- |
|           | Jegyzőkönyv | Kúisz 31' Mávrosz 54' (11-esből) |

| Stade Municipal, Luxembourg Nézőszám: 8,590 Játékvezető: Peter Scherz (svájci) |

| 1981. április 29. |

| Jugoszlávia                                                           | 5 – 1       | Görögország               |
| --------------------------------------------------------------------- | ----------- | ------------------------- |
| Šljivo 7' Halilhodžić 23' Pantelić 42' (11-esből) Zl. Vujović 50' 56' | Jegyzőkönyv | Kosztíkosz 76' (11-esből) |

| Poljud, Split Nézőszám: 45,000 Játékvezető: Valerij Butyenko (szovjet) |

| 1981. május 1. |

| Luxemburg     | 1 – 2       | Dánia                  |
| ------------- | ----------- | ---------------------- |
| Nurenberg 37' | Jegyzőkönyv | Elkjær 46' Arnesen 62' |

| Stade Municipal, Luxembourg Nézőszám: 2,844 Játékvezető: Louis Delsemme (belga) |

| 1981. június 3. |

| Dánia                               | 3 – 1       | Olaszország  |
| ----------------------------------- | ----------- | ------------ |
| Røntved 59' Arnesen 61' Bastrup 87' | Jegyzőkönyv | Graziani 69' |

| Idrætsparken, Koppenhága Nézőszám: 36,300 Játékvezető: Franz Wöhrer (osztrák) |

| 1981- szeptember 9. |

| Dánia      | 1 – 2       | Jugoszlávia                  |
| ---------- | ----------- | ---------------------------- |
| Elkjær 62' | Jegyzőkönyv | Zl. Vujović 48' Petrović 63' |

| Idrætsparken, Koppenhága Nézőszám: 48,400 Játékvezető: Siegfried Kirschen (keletnémet) |

| 1981. október 14. |

| Görögország                 | 2 – 3       | Dánia                           |
| --------------------------- | ----------- | ------------------------------- |
| Anasztópulosz 60' Kúisz 84' | Jegyzőkönyv | Lerby 8' Arnesen 28' Elkjær 65' |

| Hariláu Stadion, Szaloniki Nézőszám: 18,000 Játékvezető: Josef Bucek (osztrák) |

| 1981. október 17. |

| Jugoszlávia    | 1 – 1       | Olaszország |
| -------------- | ----------- | ----------- |
| Zl. Vujović 9' | Jegyzőkönyv | Bettega 33' |

| Crvena Zvezda Stadion, Belgrád Nézőszám: 70,000 Játékvezető: Walter Eschweiler (nyugatnémet) |

| 1981. november 14. |

| Olaszország | 1 – 1       | Görögország |
| ----------- | ----------- | ----------- |
| Conti 61'   | Jegyzőkönyv | Kúisz 87'   |

| Stadio Comunale Vittorio Pozzo, Torino Nézőszám: 39,670 Játékvezető: Nicolae Rainea (román) |

| 1981. november 21. |

| Jugoszlávia                                             | 5 – 0       | Luxemburg |
| ------------------------------------------------------- | ----------- | --------- |
| Halilhodžić 1' 45' Šurjak 65' Pašić 73' Zl. Vujović 75' | Jegyzőkönyv |           |

| Karađorđe Stadion, Újvidék Nézőszám: 15,000 Játékvezető: Charles Scerri (máltai) |

| 1981. november 29. |

| Görögország | 1 – 2       | Jugoszlávia             |
| ----------- | ----------- | ----------------------- |
| Mávrosz 5'  | Jegyzőkönyv | Šurjak 22' Jerković 39' |

| Karaiszkákisz Stadion, Pireusz Nézőszám: 11,595 Játékvezető: George Courtney (angol) |

| 1981. december 5. |

| Olaszország  | 1 – 0       | Luxemburg |
| ------------ | ----------- | --------- |
| Collovati 7' | Jegyzőkönyv |           |

| San Paolo, Nápoly Nézőszám: 49,247 Játékvezető: Velicsko Concsev (bolgár) |

## Góllövőlista
|  |  |